# Covariância e contravariância

Um vetor v (vermelho) representado por
vetores de bases tangentes (amarelo, esquerda: e_{1}, e_{2}, e_{3}) à curvas coordenadas (preto),
• dupla base, base covector, ou cobase (azul, direita: e^{1}, e^{2}, e^{3}), vetores normais à superfícies coordenadas (cinza),
em coordenadas curvilíneas gerais 3d (q^{1}, q^{2}, q^{3}), uma enupla de números define um ponto em uma posição no espaço. Note-se que a base e a cobase não coincidem a menos que a base seja ortogonal.

Em álgebra multilinear e análise tensorial, covariância e contravariância correspondem à uma classificação quantitativa de certas entidades geométricas ou físicas, expressando como estas mudam com uma mudança de base. 
Em física, uma base é, por vezes, considerada como um conjunto de eixos de referência adequadamente graduados, a graduação definindo vetores de uma base. A uma mudança de escala em termos de eixos de referência (nos comprimentos dos vetores da base) corresponde uma mudança de unidades no problema, e igualmente nos valores das grandezas atreladas. Por exemplo, na mudança de escala de metros para centímetros (isto é, dividindo-se a escala dos eixos de referência por 100), os componentes de um vetor de velocidade irão multiplicar-se por 100. Grandezas que exibem esse comportamento de mudar inversamente de escala às mudanças na escala para os eixos de referência são classificados como contravariantes.  Grandezas que se mostrem proporcionais ao fator de escala (no exemplo, que também se dividam por 100), são ditas covariantes.